# 木村寬
木村寬（日语：木村 寛），日本男性動畫導演、演出家。

## 人物簡介
從小相當喜歡看動畫，受到動畫的影響說是學生時代看棒球、網球、F1、料理。19歲時因觀賞《新世紀福音戰士》的電視動畫而決定進入動畫業界並經歷許多動畫作品的演出工作，至2012年電視動畫《直笛與背包Do♪》第一次擔任導演。
2017年4月，成立個人工作室「株式會社」。作為講師教導當動畫導演、演出、製作、作畫業務，及如何動畫原作、動畫演出、動畫配音作成為課程的基本內容。『與您最喜歡的人一起用日本心創造有趣的動畫』作為官方網站的業務標語。並在同年開設教導以聲優志向的新人。

## 主要參加作品

### 電視動畫
1990年代
- 超級百變金剛（1998年－1999年，製作進行）
- 秋葉原電腦組（1998年，製作進行）
- 魔術士歐菲Revenge（1999年－2000年，演出）

2000年代
- 無敵王Trizenon（日语：無敵王トライゼノン）（2000年－2001年、演出）
- 妹妹♥（2001年，演出）
- 華麗的機會（日语：チャンス〜トライアングルセッション〜）（2001年，演出）
- 通靈王（2001年－2002年，演出）
- 星之卡比（2001年－2003年，演出）
- 炎之蜃氣樓（2002年，演出）
- 洛克人EXE（2002年－2003年，分鏡、演出）
- Chobits（2002年，演出）
- 電光快車俠2（2002年－2003年，演出）
- 火影忍者（2002年－2007年，分鏡、演出）
- 真·女神轉生D 惡魔之子 光之書與闇之書（2002年－2003年，演出）
- 銀河天使A（2002年－2003年，演出）
- 超重神GRAVION（2002年、演出）
- 灰羽連盟（2002年，演出）
- 巴狼1號（2002年－2003年，演出）
- 音速小子X（2003年，分鏡、演出）
- DEAR BOYS（2003年，分鏡、演出）
- 青青校樹（2003年，演出）
- 你所期望的永遠（2003年－2004年，演出）
- 銃墓（2003年－2004年，演出）
- 聖槍修女（2003年－2004年，演出）
- 戀風（2004年，演出）
- 頭文字D Fourth Stage（2004年－2006年，分鏡、演出）
- 薔薇少女 彷如夢境（2005年－2006年，演出）
- 受讚頌者（2006年，演出）
- Project BLUE 地球SOS（日语：Project BLUE 地球SOS）（2006年，演出）
- 奏光之Strain（2006年－2007年，演出）
- 戀愛天使安琪莉可 ～光輝的明天～（2007年，助理導演、演出）
- GR -GIANT ROBO-（2007年，演出）
- 灣岸競速（2007年－2008年，分鏡、演出）
- 火影忍者疾風傳（2007年－2017年，分鏡、演出）
- 妳是主人我是僕（2008年，分鏡、演出）
- 阿拉德戰記 ～Slap Up Party～（2009年，演出）
- 戰鬥陀螺 鋼鐵奇兵（2009年－2010年，演出）
- 咲-Saki-（2009年，分鏡、演出）
- FAIRY TAIL（2009年－2013年，演出）

2010年代
- 吸血鬼同盟（2010年，演出）
- GIANT KILLING（2010年，演出）
- 沉默的森田同學。（2011年，演出）
- 魔乳秘劍帖（2011年，演出）
- 沉默的森田同學。2（2011年，演出）
- 直笛與背包Do♪（2012年，導演、分鏡、演出）
- 紙箱戰機W（2012年－2013年，分鏡）
- 直笛與背包Re♪（2012年，導演、分鏡、演出）
- 你好 七葉（2012年，導演、分鏡、演出、ED演出）
- 你好 七葉 (第2期)（2013年，導演、分鏡、演出）
- HAMATORA -超能偵探社-（2014年，系列導演、演出、ED分鏡&演出）
- RAIL WARS！（2014年，演出）
- Baby Steps ～網球優等生～（2014年，分鏡）
- 刀劍神域II（2014年，演出）
- 軍人少女！（2015年，導演、編劇、分鏡、演出）
- 群居姐妹（2015年，導演、編劇、分鏡、演出）
- 一人之下 the outcast（2016年，首席演出、OP演出）
- 卡片鬥爭!! 先導者G NEXT（2016年，演出）
- 謎解音（2016年，演出、音響演出、剪輯）
- 無責任銀河☆泰勒（日语：宇宙一の無責任男）（2017年，導演、編劇、分鏡、演出）
- 女士運動（日语：レディスポ）（2018年，導演）
- 魔王陛下RETRY！（2019年，導演、分鏡、演出）
- 刀劍神域 Alicization War of Underworld（2019年，分鏡、演出）

2020年
- Fate/Grand Order -絕對魔獸戰線巴比倫尼亞-（2020年，演出）
- 〈Infinite Dendrogram〉-無盡連鎖-（2020年，演出）
- 啄木鳥偵探所（2019年，分鏡）
- GIBIATE（日语：GIBIATE PROJECT）（2020年，演出）
- 彼得·格里爾的賢者時間（2020年，演出）
- 魔女之旅（2020年，分鏡、演出）
- 工作細胞BLACK（2021年，演出）

### OVA
- 小茜的狂熱追求者（日语：アカネマニアックス〜流れ星伝説剛田〜）（2004年－2005年，演出）
- 不平衡抽籤（2004年－2005年，演出）
- 大正電動娘 ARISA（2005年，演出）[注 1]
- 頭文字D Extra Stage 2 ～啟程之綠～（2008年，演出）
- 萌can change！ ～Zero Story～（日语：萌えCanちぇんじ!#OVA）（2012年，演出）
- Crimson Girl's ～痴漢支配～（日语：クリムゾンガールズ）（2012年，導演（總導演：Crimson（日语：クリムゾン (同人サークル)））、分鏡、演出）[注 1]
- 魔法少女艾蓮娜 Vol.03（2013年，導演、分鏡）[注 1]
- ！ ～女子？～（2013年－2014年，導演、分鏡）[注 1]

### 網路動畫
- 聖鬥士星矢：黃道十二宮戰士（2019年，演出）

### 遊戲
- Final Fantasy 世界（日语：ワールド オブ ファイナルファンタジー）（2016年，動畫影片導演、演出）

### 有聲劇場
- NaGoMi （页面存档备份，存于）（2020年，原作、導演）

## 腳註

## 相關項目
- 日本動畫師列表

## 外部連結
- （日語）－官方網站。
- 木村寬的X（前Twitter） （日語）
- （日語）